# Eobaatar
Eobaatar è un genere di mammiferi estinti appartenenti all'ordine dei Multituberculata, famiglia Eobaataridae. I resti fossili provengono dal Cretaceo inferiore di Europa e Asia. Questi erbivori vissero durante l'era Mesozoica, conosciuta anche come "l'era dei dinosauri". Furono tra i rappresentanti più evoluti del sottordine informale dei "Plagiaulacida".

## Specie

### Eobaatar magnus
Questa specie venne classificata da Kielan-Jaworowska , Dashzeveg e Trofimov nel 1987. Iresti consistono in un frammento di mandibola con denti rinvenuta negli strati della formazione Höövör presso Guchin Us, in Mongolia.
Il suo teschio aveva una lunghezza approssimativa di tre centimetri.

### Eobaatar hispanicus
Fu classificata da G. Hahn e R. Hahn nel 1992. I fossili scoperti consistono in un singolo dente ritrovato negli strati databili all'Hauteriviano - Barremiano (Cretaceo inferiore) di Galve, in Spagna.

### Eobaatar pajaronensis
fu classificata da R. Hahn e G. Hahn nel 2001. I resti furono scoperti negli strati risalenti al Barremiano di Pié Pajarón, nella regione di Cuenca,. in Spagna.
(Hahn & Hahn (2001). Multituberculate teeth from the Lower Cretaceous (Barremian) of Pié Pajarón (Prov. Cuenca, Spain))

## Eobaatar clemensi
Classificato da Sweetman nel 2009, e basato su due m1 e un I3 tentativamente assegnato a E. clemensi. Il nome si deve in onore del Professor William A. Clemens, un paleontologo che studiò i fossili di mammiferi del sud dell'Inghilterra. I suoi resti sono stati rinvenuti nelle Formazioni dell'Isola di Wight risalenti al Cretaceo inferiore.
(Sweetman, S.C. 2009. A new species of the plagiaulacoid multituberculate mammal Eobaatar from the Early Cretaceous of southern Britain. Acta Palaeontologica Polonica 54 (3): 373–384. DOI: 10.4202/app.2008.0003.)

## Descrizione
(Kielan-Jaworowska, Cifelli, & Luo (2004). "Mammals from the age of dinosaurs : origins, evolution, and structure" p. 316-317)

## Etimologia
Il nome "Eobaatar" (dal Greco "ἠώς"= alba e dal Mongolo "baatar"= eroe) letteralmente significa "eroe dell'alba".

## Tassonomia
Sottoclasse †Allotheria Marsh, 1880
- Ordine †Multituberculata Cope, 1884:
  - Sottordine †Plagiaulacida Simpson, 1925
    - Ramo Plagiaulacidae
      - Famiglia †Eobaataridae Kielan-Jaworowska, Dashzeveg & Trofimov, 1987
        - Genere †Eobaatar Kielan-Jaworowska, Dashzeveg & Trofimov, 1987
          - Specie †E. magnus Kielan-Jaworowska, Dashzeveg & Trofimov, 1987
          - Specie †E. hispanicus Hahn & Hahn, 1992
          - Specie †E. pajaronensis Hahn & Hahn, 2001
          - Specie †E. clemensi Sweetman, 2009

        - Genere †Loxaulax Simpson, 1928
          - Specie †L. valdensis Simpson, 1928

        - Genere †Monobaatar Kielan-Jaworowska, Dashzeveg & Trofimov, 1987
          - Specie †M. mimicus Kielan-Jaworowska, Dashzeveg & Trofimov, 1987

        - Genere †Parendotherium Crusafont Pairó & Adrover, 1966
          - Specie †P. herreroi Crusafont Pairó & Adrover, 1966

        - Genere †Sinobaatar Hu & Wang, 2002
          - Specie †S. lingyuanensis Hu & Wang, 2002
          - Specie †S. xiei Kusuhashi et al., 2009
          - Specie †S. fuxinensis Kusuhashi et al., 2009

        - Genere †Heishanobaatar Kusuhashi et al., 2010
          - Specie †H. triangulus Kusuhashi et al., 2010

        - Genere †Liaobaatar Kusuhashi et al., 2009
          - Specie †L. changi Kusuhashi et al., 2009

        - Genere †Hakusanobaatar Kusuhashi et al., 2008
          - Specie †H. matsuoi Kusuhashi et al., 2008

        - Genere †Tedoribaatar Kusuhashi et al., 2008
          - Specie †T. reini Kusuhashi et al., 2008